# Newark Castle (Port Glasgow)

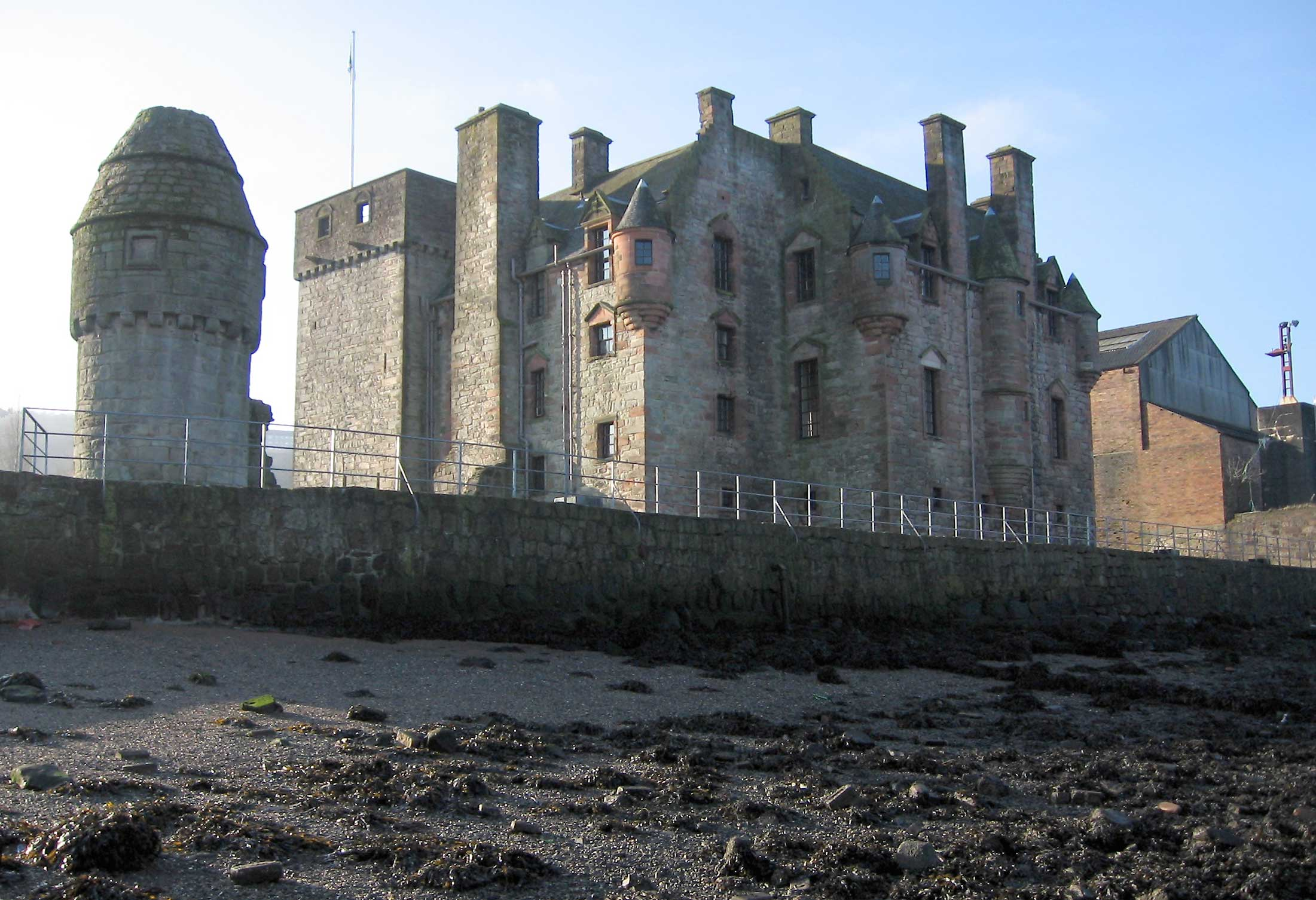
Newark Castle

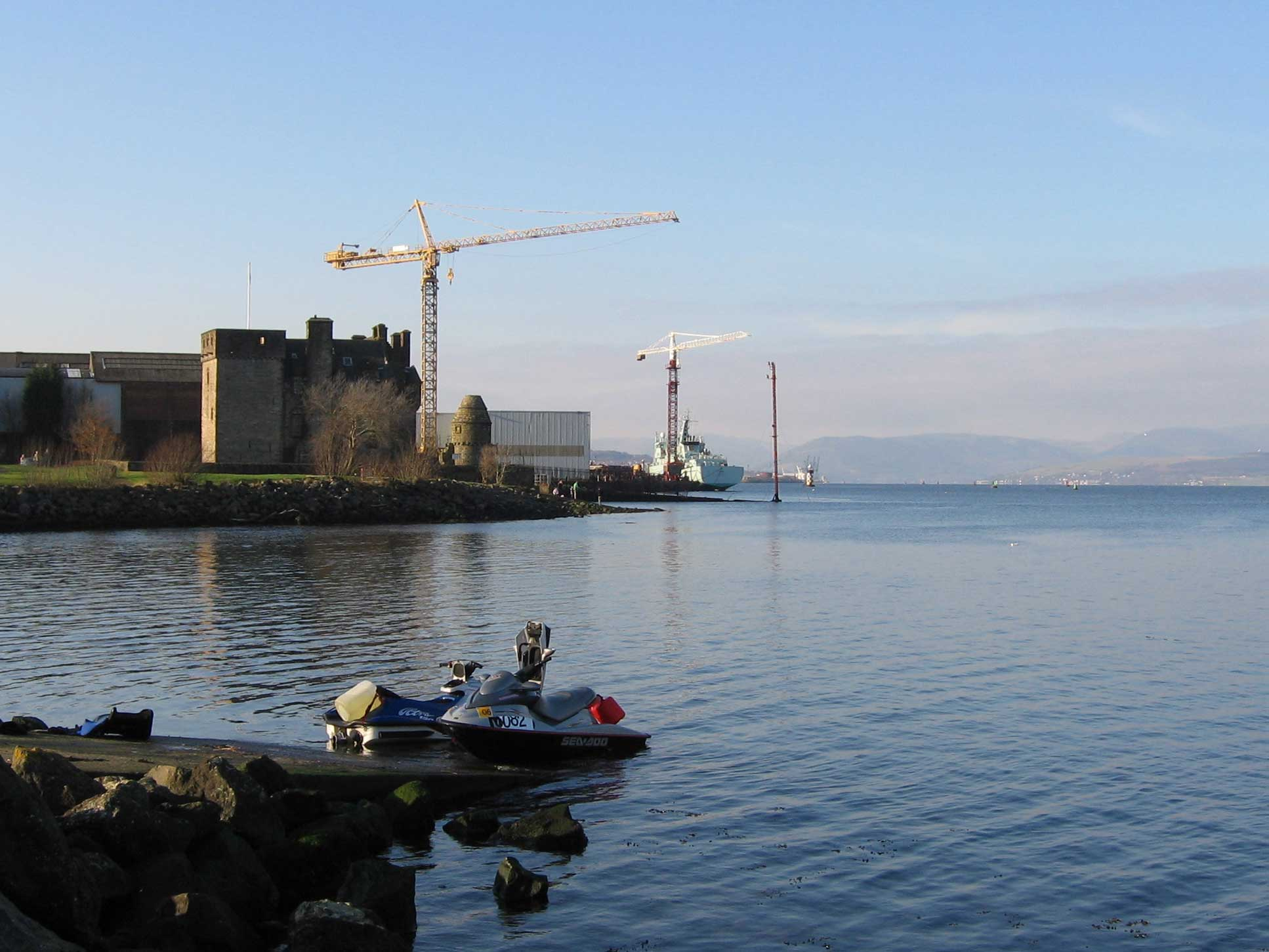
Die Burg im Kontext mit den Hafenanlagen

Newark Castle ist eine Burg in der schottischen Stadt Port Glasgow in Inverclyde. 1971 wurde das Bauwerk in die schottischen Denkmallisten in der höchsten Kategorie A aufgenommen. Die Einstufung wurde jedoch 2018 aufgehoben. Weiterhin ist es jedoch als Scheduled Monument klassifiziert.

## Geschichte
Durch Heirat gelangten die Ländereien am Firth of Clyde im Jahre 1402 in den Besitz des Clans Maxwell. 1478 errichtete George Maxwell ein Tower House an diesem Ort, welches die Keimzelle von Newark Castle darstellt. Das Bauwerk wurde als „Newwerk“ oder „Newark“ („Neues (Bau)Werk“) bezeichnet. Aus dem Jahre 1495 ist bekannt, dass der schottische König Jakob IV. dort übernachtete. Unter dem Laird Patrick Maxwell wurde die Burg ab den 1580er Jahren erweitert. Hierbei scheinen auch Teile des alten Gebäudes eingerissen worden zu sein. Die Arbeiten wurden wahrscheinlich zwischen 1597 und 1599 abgeschlossen. Später wurden keine signifikanten Veränderungen mehr vorgenommen, sodass die Burg heute im Wesentlichen diesem Zustand entspricht. Im 18. Jahrhundert wurde Newark Castle aufgegeben und verfiel. Es befindet sich heute in Besitz von Historic Scotland. Früher war die Stadt Port Glasgow, abgeleitet von der Burg, als Newark bekannt.

## Beschreibung
Die Burg am Ufer des Firth of Clyde zählt zu den bedeutendsten säkularen Bauwerken aus dieser Periode in Schottland. Das Renaissancebauwerk besteht aus rotem Sandstein und umschließt drei Seiten eines Innenhofes. Das ursprüngliche Tower House nimmt den südöstlichen Teil ein. Die im 16. Jahrhundert entstandenen Gebäudeteile wurden mit dem älteren Bauwerk verbunden und bilden eine Einheit. Die Fenster und Eingangsöfnungen sind mit verziertem Gesimse verdacht. An den Gebäudekanten kragen Scharwachttürme aus. Die Giebel sind als Staffelgiebel gearbeitet. Newark Castle wurde lange Zeit von den umliegenden Hafenanlagen verdeckt.